# Pedicularis phaceliifolia
Pedicularis phaceliifolia är en snyltrotsväxtart som beskrevs av Adrien René Franchet. Pedicularis phaceliifolia ingår i släktet spiror, och familjen snyltrotsväxter. Inga underarter finns listade i Catalogue of Life.